# Eston Hedin
Eston Konrad Hedin, född 13 februari 1925 i Tuna församling, Västernorrlands län, död 5 augusti 1997 i Oscars församling, Stockholm
, var en svensk illustratör och tecknare.
Han var son till Konrad Olof Hedin och Svea Göthilda Sjödin. Hedin studerade vid Konstfackskolan och för Erland Melanton och Sixten Lundbohm. Han medverkade i Nationalmuseums utställning Unga tecknare 1950-1953 med minutiöst utförda studier av växter och blommor. Han illustrerade bland annat Per Wanges Segrare i mänsklighetens tjänst 1950. Han var vid sidan av sitt eget skapande verksam som lärare i teckning vid Konstfackskolan i Stockholm. Hans konst består av teckningar i kol, blyerts och i olika blandtekniker samt bokillustrationer. Hedin är representerad vid Moderna museet och i Gustav den VI Adolfs teckningssamling.